# Oswaldo Alanís
Oswaldo Alanís Pantoja (Morelia, Michoacán, México; 18 de marzo de 1989) es un exfutbolista mexicano, se desempeñaba como defensa central. 

## Trayectoria
Inicios y Tecos Fútbol Club
Desde el 2007, Alanís jugaba en las fuerzas básicas del Tecos Fútbol Club y dos años fue reclutado por los directivos del primer equipo. Lo debutó Miguel Herrera el 26 de abril de 2009, en la visita al Club América en el Estadio Azteca, entró por Rafael Medina al minuto 82, el partido fue ganado por el equipo tapatío 2 goles por 1. El 27 de enero de 2010 disputó su primer partido internacional en derrota de Tecos ante el Club Juan Aurich por marcador de 2-0, en la Copa Libertadores de América. Anotó su primer gol el 12 de marzo de 2010, en la victoria de Tecos ante el Club de Fútbol Indios.
Club Santos Laguna
El 31 de mayo de 2012 se dio a conocer su traspaso en ese momento al equipo campeón, el Club Santos Laguna, para disputar el Apertura 2012. Jugó su primer partido con el equipo lagunero el 1 de septiembre de 2012, cuando recibieron la visita de los Tigres de la UANL, el partido finalizó 3-1 a favor del Santos. En la Concacaf Liga Campeones 2012-13, Alanís disputó su primera final como jugador profesional ante Monterrey, el partido de ida terminó en empate a cero y en el de vuelta Monterrey ganó 4-2, consiguiendo así el subcampeonato.
Anotó su primer gol con el equipo el 26 de julio de 2013, contra el Cruz Azul, con victoria para Santos por marcador de 3-2. El 11 de febrero de 2014 regresó al máximo torneo de clubes de América, la Copa Libertadores, en la edición del 2014, en ese partido Santos se impuso 1-0 al Arsenal de Sarandí. El 29 de octubre le anotó un gol al Tigres desde atrás del medio campo, lo que contribuyó para que el Santos ganara el partido 2-4 y así llegó a la final de la Copa México. El 4 de noviembre, disputó la final de la copa en contra del Puebla Fútbol Club, el partido terminó con empate a dos goles; en la tanda de penaltis, Alanís anotó uno de los penales con lo que contribuyo a que Santos ganara la tanda y así consiguió su primer título con el club y como jugador profesional. Logró el campeonato del Torneo Clausura 2015 al derrotar a Querétaro en la final por marcador global de 5-3; Alanís fue titular a lo largo del torneo, pero una lesión en la espalda durante las últimas jornadas lo marginó de la liguilla por el título.
Club Deportivo Guadalajara
Después de ser campeón con el Santos Laguna en junio de 2015, se oficializa su llegada Club Deportivo Guadalajara en compra definitiva, siendo el primer refuerzo para el Apertura 2015, la transacción fue de 6 millones de dólares.
Durante el Apertura 2015 el equipo no consiguió entrar a la liguilla pero logró ganar la Copa MX derrotando de visita al Club León siendo el propio jugador el autor del gol de triunfo.
El 10 de julio de 2016 se enfrentó al Veracruz que había sido campeón de la Copa MX en su edición del Clausura 2016 en la Supercopa MX ganando el partido 2-0, dándoles el boleto a la Copa Libertadores 2017.
Para el Clausura 2017 marcó dos goles, uno de tiro libre en la derrota de visita contra Cruz Azul y en el empate a 1 contra León de local, accediendo a la liguilla por el título derrotando en la final al vigente campeón Tigres por marcador global de 4 goles a 3, dando una asistencia desde media cancha a su compañero Alan Pulido.
También ganó la Copa MX en el primer semestre del 2017, logrando el doblete de liga y copa.
Un año después ganó la Liga de Campeones de la CONCACAF al derrotar en penales al equipo de Toronto de la MLS que tenía a jugadores como Michael Bradley, Sebastian Giovinco y Jozy Altidore como principales figuras
Durante el torneo anotó un gol de tiro libre en cuartos de final contra Seattle Sounders, campeón de la MLS, empatando el global a 1 momentáneamente.
Getafe Club de Fútbol
Tras haber obtenido 5 campeonatos con Chivas, entre ellos la Liga y la Concacaf liga de Campeones, el 7 de mayo de 2018 el presidente del Getafe Club de Fútbol oficializa la llegada de Oswaldo Alanís procedente de Chivas.
En julio de 2018, se confirmó que Oswaldo Alanís no entraba en planes del Getafe por lo cual le buscarían acomodo en otro club.
En agosto de 2018 el Getafe C.F y el jugador han llegado a un acuerdo que no entraba en planes y rescindieron el contrato.
Real Oviedo
El 28 de agosto de 2018 se anuncia su fichaje por el Real Oviedo, de la Segunda División de España, durante 2 temporadas. El 30 de septiembre de 2018, debuta en la Segunda División de España en la derrota de 2-0 ante el equipo del Agrupación Deportiva Alcorcón, correspondiente a la Jornada 7 del torneo 2018/19 de la Segunda División de España.
Club Deportivo Guadalajara (Segunda Etapa)
El 12 de junio de 2019, se oficializa su regreso a Chivas, después de su aventura europea en compra definitiva, convirtiéndose en el segundo refuerzo de cara al Apertura 2019. El 28 de junio de 2019 debutó en su segunda etapa como rojiblanco contra River Plate en la goleada 5-1 a favor de la escuadra argentina.

## Selección nacional

### Categorías menores
Sub-20
Fue convocado para participar en el Campeonato Sub-20 de la Concacaf de 2009. Alanís jugó en el empate a dos goles contra la Selección de fútbol de Trinidad y Tobago. México fue eliminado de la competencia como resultado de dos derrotas ante Costa Rica y Canadá, y un empate. También formó parte de las convocatorias previas al Preolímpico de Concacaf de 2012, pero no logró entrar en la lista definitiva y quedó fuera de la competencia.
| Copa                                     | Sede              | Resultado    |
| ---------------------------------------- | ----------------- | ------------ |
| Campeonato Sub-20 de la Concacaf de 2009 | Trinidad y Tobago | Primera fase |

### Selección absoluta
| Club               | Paísdebi | PJ | Goles | Periodo         |
| ------------------ | -------- | -- | ----- | --------------- |
| Selección Mexicana | México   | 23 | 2     | 2014 - Presente |

En junio de 2011, fue uno de los jugadores llamados a la Selección de fútbol de México por Luis Fernando Tena para disputar la Copa América 2011 en reemplazo de los ocho que fueron dados de bajo por organizar una fiesta en el hotel de concentración; Alanís no tuvo participación a lo largo del torneo y México fue eliminado de la competencia en fase de grupos. Tres años después de su primer llamado, el 28 de agosto de 2014, fue convocado por Miguel Herrera, y el 6 de septiembre debutó como titular en el empate a cero ante la Selección de Chile. Anotó su primer gol con la selección el 9 de octubre, en la victoria de México ante la Selección de fútbol de Honduras por marcador de 2:0.
Fue preseleccionado para disputar la Copa de Oro de la Concacaf 2015, pero quedó fuera de la lista definitiva de 23 jugadores. Sin embargo, el 30 de junio de 2015 fue llamado en sustitución de Héctor Moreno, quién sufrió una lesión previo a la competencia.
El 27 de agosto de 2015 fue llamado por el técnico interino de la Selección Mexicana Ricardo Ferretti para los partidos amistosos ante Trinidad y Tobago, y Argentina, así como también para el partido contra Estados Unidos, donde se disputó un cupo a la Copa Confederaciones de 2017 en Rusia.
El 17 de noviembre de 2015 juega su primer partido de eliminatoria mundialista rumbo a Rusia 2018.
Goles internacionales
| Gol | Fecha                | Sede                                     | Oponente | Marcador | Resultado | Competición                                                      |
| --- | -------------------- | ---------------------------------------- | -------- | -------- | --------- | ---------------------------------------------------------------- |
| 1.  | 9 de octubre de 2014 | Estadio Zoque, Chiapas, México           | Honduras | 2–0      | 2–0       | Amistoso                                                         |
| 2.  | 8 de junio de 2017   | Estadio Azteca, Ciudad de México, México | Honduras | 1–0      | 3–0       | Clasificación de Concacaf para la Copa Mundial de Fútbol de 2018 |

### Torneos internacionales
| Copa                           | Sede                    | Resultado    | Partidos |
| ------------------------------ | ----------------------- | ------------ | -------- |
| Copa América 2011              | Argentina               | Primera Fase | 0        |
| Copa Oro CONCACAF 2015         | Estados Unidos / Canadá | Campeón      | 2        |
| Copa FIFA Confederaciones 2017 | Rusia                   | Cuarto lugar | 2        |

## Palmarés

### Campeonatos nacionales
| Título       | Club          | País           | Año     |
| ------------ | ------------- | -------------- | ------- |
| Copa MX      | Santos Laguna | México         | 2014    |
| Liga MX      | Santos Laguna | México         | 2015    |
| Copa MX      | Guadalajara   | México         | 2015    |
| Supercopa MX | Guadalajara   | Estados Unidos | 2015-16 |
| Copa MX      | Guadalajara   | México         | 2017    |
| Liga MX      | Guadalajara   | México         | 2017    |

### Campeonatos internacionales
| Título                  | Equipo              | Sede           | Año  |
| ----------------------- | ------------------- | -------------- | ---- |
| Copa Oro de la Concacaf | Selección de México | Estados Unidos | 2015 |
| Liga de Campeones       | Guadalajara         | México         | 2018 |